# Зрайківська сільська рада
| Зрайківська сільська рада — колишній орган місцевого самоврядування у Володарському районі Київської області з адміністративним центром у с. Зрайки. Історична дата утворення: в 1923 році. Водоймища на території, підпорядкованій даній раді: річки Молочна, Рось. Сільській раді були підпорядковані населені пункти: - с. Зрайки - с. Шевченкове |

## Склад ради
Рада складалася з 14 депутатів та голови.

### Керівний склад ради
| ПІБ                     | Основні відомості                                                 | Дата обрання | Дата звільнення |
| ----------------------- | ----------------------------------------------------------------- | ------------ | --------------- |
| Сачук Олег Анатолійович | Сільський голова, 1967 року народження, освіта, безпартійний      | 26.03.2006   | 31.10.2010      |
| Сачук Олег Анатолійович | Сільський голова, 1967 року народження, освіта вища, безпартійний | 31.10.2010   |                 |

Примітка: таблиця складена за даними джерела